# Liste des partis politiques en Turquie
Cette liste comprend les partis les plus importants en Turquie, présents ou passés.

## Partis politiques turcs en activité
Le classement est réalisé d’après les résultats des dernières élections législatives, dans l’ordre inverse des pourcentages des suffrages. Le système électoral turc fait qu’un parti ne peut être représenté au parlement que si le pourcentage national des votes dépasse un certain seuil appelé baraj (barrage) fixé actuellement (2005) à 10 %. Pour cette raison, aucun parti kurde n'était représenté au parlement. Pour contourner cet obstacle, le parti politique kurde, le DTP, s'est présenté aux élections du 22 juillet 2007 avec des candidats indépendants sous la bannière Bin Umut Adaylari, puis a formé un groupe après leur entrée au parlement. Le DTP a été dissous le 12 décembre 2009.
De nos jours, on compte en Turquie environ une soixantaine de partis politiques, mais seulement une minorité participe aux élections.

## L'axe gauche/droite en Turquie
L'axe gauche droite est à relativiser dans la vie politique turque. Le nationalisme existe dans tous les partis politiques. Ce concept n'est pas à confondre avec le nationalisme en tant qu'idéologie. En Turquie ce que l'on appelle Milliyetçilik et que l'on traduit en français par nationalisme, correspond davantage à l'idée de patriotisme (aimer son peuple). Ce concept se rattache aux six principes du Parti républicain du peuple (CHP), qui sont symbolisés par les six flèches de l’emblème du CHP.
Le nationalisme en tant qu'idéologie ne peut être définis par le mot milliyetçilik mais correspondrait plus au mot ırkçılık. Le milliyetçilik est un acquis et n'est pas remis en question par les partis classifiés à gauche ou à droite. L'axe gauche/droite français n'est donc pas transposable à la vie politique turque.

### Partis représentés au parlement
Partis politiques majeurs dominant la scène politique turque , et sont représentés à la Grande Assemblée nationale,.
|  | Parti Politique                         | Sigle | Nom local                    | Positionnement | Idéologie                                           | Date de création | Notes |
|  | --------------------------------------- | ----- | ---------------------------- | -------------- | --------------------------------------------------- | ---------------- | --- |
|  | Parti républicain du peuple             | CHP   | Cumhuriyet Halk Partisi      | Centre-gauche  | Républicanisme Laïcité Kémalisme                    | 1923             | Parti social-démocrate, républicain et laïque fondé par Atatürk; il fut le parti unique jusqu’à la création du Parti démocrate |
|  | Parti d'action nationaliste             | MHP   | Milliyetçi Hareket Partisi   | Extrême-droite | Ultranationalisme Néofascime Populisme de droite    | 1969             | Parti de droite ultranationaliste de Devlet Bahçeli. (chauvinisme)                                                             |
|  | Parti de la grande unité                | BBP   | Büyük birlik partisi         | Extrême-droite | Ultranationalisme Islamo-nationaliste               | 1993             | Parti d’extrême droite, nationaliste et islamiste de Mustafa Destici.Issu par scission du Parti d'action nationaliste (MHP)    |
|  | Parti de la justice et du développement | AKP   | Adalet ve Kalkınma Partisi   | Droite         | Conservatisme Islamisme                             | 2001             | Parti conservateur fondé par Recep Tayyip Erdoğan après interdiction du Parti de la vertu.                                     |
|  | Parti de la félicité                    | SP    | Saadet Partisi               | Droite         | Islamisme Nationalisme religieux Antioccidentalisme | 2001             | Parti islamiste issu du Parti de la vertu.                                                                                     |
|  | Parti démocrate                         | DP    | Demokrat Parti               | Centre-droit   | Conservatisme Libéral-conservatisme                 | 2007             | parti conservateur issu du Parti de la juste voie.                                                                             |
|  | Parti démocratique des peuples          | HDP   | Halkların Demokratik Partisi | Gauche         | Kurdisme Écologie Féminisme Droit des minorités     | 2012             | Parti de gauche orienté vers le communisme, féministe, pro-minorités, pro-kurde, et écologiste .                               |
|  | Le Bon Parti                            | İYİ   | İYİ Parti                    | Centre-droit   | Nationalisme Laïcité                                | 2017             | Parti nationaliste, républicain et laïque fondé par Meral Akşener. Il se déclare pour sa part comme centriste.                 |
|  | Parti de la démocratie et du progrès    | DEVA  | Demokrasi ve Atılım Partisi  | Centre-droit   | Libéral-conservatisme Europhilie                    | 2020             | Parti libéral fondé par Ali Babacan.                                                                                           |

### Partis non représentés au parlement
- Zafer Partisi ou ZP (Parti de la Victoire) ; 2.23 % (législatives 2023).
- Vatan Partisi ou VP (Parti patriotique) ; 0.35 % (législatives 2015).
- Bağımsız Türkiye Partisi ou BTP (Parti pour une Turquie indépendante) ; 0.21 % (législatives 2015).
- Demokratik Sol Parti ou DSP (Parti de la gauche démocratique) : parti social-démocrate, laïque de Önder Aksakal, issu de la scission avec le CHP ; 0,19 % (législatives 2015).
- Toplumsal Uzlaşma Reform ve Kalkınma Partisi (en) ou TURK-P (Parti de la réconciliation sociale, de la réforme et du développement) ; 0.16 % (législatives 2015).
- Halkın Kurtuluş Partisi (en) ou HKP (Parti de libération du peuple) ; 0,13 % (législatives 2015).
- Hak ve Özgürlükler Partisi (en) ou HAK-PAR (Parti Droits et Libertés) ; 0,13 % (législatives 2015).
- Anadolu Partisi (en) ou ANAPAR (Parti Anatolie) ; 0,06 % (législatives 2015).
- Doğru Yol Partisi ou DYP (Parti de la juste voie) ; 0,06 % (législatives 2015).
- Liberal Demokrat Parti ou LDP (Parti libéral démocrate) : parti libéral ; 0,06 % (législatives 2015).
- Merkez Parti (en) ou MEP (Parti du centre) ; 0.05 % (législatives 2015).
- Millet Partisi ou MP (Parti de la nation) ; 0,04 % (législatives 2015).
- Parti communiste ou KP (Parti communiste) ; 0.03 % (législatives 2015).
- Yurt Partisi ou YURT-P (parti de la patrie) ; 0.02 % (législatives 2015).
- Hak ve Adalet Partisi (en) ou HAP (Parti Droits et Justice); 0.01 % (législatives 2015).
- Halkın Sesi Partisi (en) ou Has Parti (Parti de la voie du peuple) ; 0,76 % (législatives 2011).
- Hak ve Eşitlik Partisi (en) ou HEPAR (Parti des droits et de l'égalité) ; 0,28 % (législatives 2011).
- Türk Komünist Partisi ou TKP (Parti communiste turc) : parti communiste ; 0,14 % (législatives 2011).
- Milliyetçi ve Muhafazakâr Parti ou MMP (Parti nationaliste et conservateur) ; 0,09 % (législatives 2011).
- Emek Partisi ou EMEP (Parti du travail) : parti communiste de Haydar Kaya ; 0,07 % (législatives 2011).
- Genç Parti ou GP (Parti jeune) : parti populiste et nationaliste fondé par Cem Uzan.
- Halkın Yükselişi Partisi ou HYP (Parti du peuple croissant).
- Aydınlık Türkiye Partisi ou ATP (Parti de la Turquie étincelante) : parti ultranationaliste créé par Tuğrul Türkeş, fils d'Alparslan Türkeş. Son président est Oktay Öztürk, Tuğrul Türkeş s'étant présenté avec le MHP.
- Özgürlük ve Dayanışma Partisi ou ÖDP (Parti de la liberté et de la solidarité) : parti socialiste de Bekir Kemal Ulusaler et Alper Taş.
- Yeşil Sol Parti ou YSP (Parti de la gauche verte) : Parti écosocialiste libertaire

## Partis politiques turcs passés
Partis sous le régime autoritaire (1923-1945)
- Parti républicain progressiste (1924-1925)
- Parti républicain libéral (1930)

Partis de l'instauration du multipartisme au coup d'État de 1960 (1945-1960)
- Parti démocrate ou DP : parti conservateur fondé par Adnan Menderes (1946-1960).
- Parti du développement national (1945-1958)
- Parti de la liberté (1955-1958)

Partis entre les coups d'État de 1960 et de 1980
- Parti de la justice (1961-1980), successeur du Parti démocrate.
- Parti de la nouvelle Turquie (1961-1973)
- Parti des travailleurs de Turquie (1961-1980)
- Parti de l'unité (1966-1981), parti représentant les alévis.

Partis depuis le coup d'État de 1980
- Parti conservateur (1983) puis Parti de la tâche nationale (1985-1992) (noms du parti d'action nationaliste pendant son interdiction).
- Parti du bien-être : parti islamiste interdit, à l’origine de l’AKP et du SP (1983-1998).
- Partis kurdes successifs : Parti de la démocratie (1993-1994), Halkın Demokrasi Partisi ou HADEP (Parti de la démocratie du peuple) (1994-2003, interdit), Parti démocratique du peuple (2002-2005), Parti de la société démocratique (2005-2009, interdit), Parti de la paix et de la démocratie (2008-2014) ou BDP.
- Parti de la juste voie (1983-2007), successeur du Parti de la justice.
- Parti de la paix (1996-1999), parti représentant les alévis.
- Parti de la vertu : parti islamiste interdit (1998-2001).

## Arborescence

### Partis républicains historiques
| Association de la défense des droits de l’Anatolie et de la Roumélie Anadolu ve Rumeli Müdafaa-i Hukuk Cemiyeti (1919 - 1921) |                                                                                                  |                                                                                                  |                                                                                                  |                                                                                                  |                                                                                                  |  |  |                                                                                       |                                                               |                                                               |                                                               |                                                               |                                                               |        |        |        |        |  |  |                                                                         |                                                                         |                                                                         |                                                                         |                                                                         |                                                                         |                                                                               |                                                        |                                                  |                                                  |                                                        |                                                        |                                                        |                                                        |                                                        |                                                        |                                                                        |                                                                        |                                                                        |                                                                        |                                                                        |                                                                        |  |  |                                   |                                   |                                   |                                   |                                   |                                   |  |  |
| |                                                                                                  |                                                                                                  |                                                                                                  |                                                                                                  |                                                                                                  |  |  |                                                                                       |                                                               |                                                               |                                                               |                                                               |                                                               |        |        |        |        |  |  |                                                                         |                                                                         |                                                                         |                                                                         |                                                                         |                                                                         |                                                                               |                                                        |                                                  |                                                  |                                                        |                                                        |                                                        |                                                        |                                                        |                                                        |                                                                        |                                                                        |                                                                        |                                                                        |                                                                        |                                                                        |  |  |                                   |                                   |                                   |                                   |                                   |                                   |  |  |
| |                                                                                                  |                                                                                                  |                                                                                                  |                                                                                                  |                                                                                                  |  |  |                                                                                       |                                                               |                                                               |                                                               |                                                               |                                                               |        |        |        |        |  |  |                                                                         |                                                                         |                                                                         |                                                                         |                                                                         |                                                                         | Parti républicain progressiste Terakkiperver Cumhuriyet Fırkası (1924 - 1925) |                                                        |                                                  |                                                  |                                                        |                                                        |                                                        |                                                        |                                                        |                                                        |                                                                        |                                                                        |                                                                        |                                                                        |                                                                        |                                                                        |  |  |                                   |                                   |                                   |                                   |                                   |                                   |  |  |
| |                                                                                                  |                                                                                                  |                                                                                                  |                                                                                                  |                                                                                                  |  |  |                                                                                       |                                                               |                                                               |                                                               |                                                               |                                                               |        |        |        |        |  |  |                                                                         |                                                                         |                                                                         |                                                                         |                                                                         |                                                                         |                                                                               |                                                        |                                                  |                                                  |                                                        |                                                        |                                                        |                                                        |                                                        |                                                        |                                                                        |                                                                        |                                                                        |                                                                        |                                                                        |                                                                        |  |  |                                   |                                   |                                   |                                   |                                   |                                   |  |  |
| |                                                                                                  |                                                                                                  |                                                                                                  |                                                                                                  |                                                                                                  |  |  |                                                                                       |                                                               |                                                               |                                                               |                                                               |                                                               |        |        |        |        |  |  |                                                                         |                                                                         |                                                                         |                                                                         |                                                                         |                                                                         | Parti républicain libéral Serbest Cumhuriyet Fırkası (1930)                   |                                                        |                                                  |                                                  |                                                        |                                                        |                                                        |                                                        |                                                        |                                                        |                                                                        |                                                                        |                                                                        |                                                                        |                                                                        |                                                                        |  |  |                                   |                                   |                                   |                                   |                                   |                                   |  |  |
| |                                                                                                  |                                                                                                  |                                                                                                  |                                                                                                  |                                                                                                  |  |  |                                                                                       |                                                               |                                                               |                                                               |                                                               |                                                               |        |        |        |        |  |  |                                                                         |                                                                         |                                                                         |                                                                         |                                                                         |                                                                         |                                                                               |                                                        |                                                  |                                                  |                                                        |                                                        |                                                        |                                                        |                                                        |                                                        |                                                                        |                                                                        |                                                                        |                                                                        |                                                                        |                                                                        |  |  |                                   |                                   |                                   |                                   |                                   |                                   |  |  |
| |                                                                                                  |                                                                                                  |                                                                                                  |                                                                                                  |                                                                                                  |  |  |                                                                                       |                                                               |                                                               |                                                               |                                                               |                                                               |        |        |        |        |  |  |                                                                         |                                                                         |                                                                         |                                                                         |                                                                         |                                                                         | Parti démocrate Demokrat Parti (1946-1960)                                    |                                                        |                                                  |                                                  |                                                        |                                                        |                                                        |                                                        |                                                        |                                                        |                                                                        |                                                                        |                                                                        |                                                                        |                                                                        |                                                                        |  |  |                                   |                                   |                                   |                                   |                                   |                                   |  |  |
| |                                                                                                  |                                                                                                  |                                                                                                  |                                                                                                  |                                                                                                  |  |  |                                                                                       |                                                               |                                                               |                                                               |                                                               |                                                               |        |        |        |        |  |  |                                                                         |                                                                         |                                                                         |                                                                         |                                                                         |                                                                         |                                                                               |                                                        |                                                  |                                                  |                                                        |                                                        |                                                        |                                                        |                                                        |                                                        |                                                                        |                                                                        |                                                                        |                                                                        |                                                                        |                                                                        |  |  |                                   |                                   |                                   |                                   |                                   |                                   |  |  |
| |                                                                                                  |                                                                                                  |                                                                                                  |                                                                                                  |                                                                                                  |  |  |                                                                                       |                                                               |                                                               |                                                               |                                                               |                                                               |        |        |        |        |  |  |                                                                         |                                                                         |                                                                         |                                                                         |                                                                         |                                                                         |                                                                               |                                                        |                                                  |                                                  |                                                        |                                                        |                                                        |                                                        |                                                        |                                                        |                                                                        |                                                                        |                                                                        |                                                                        |                                                                        |                                                                        |  |  |                                   |                                   |                                   |                                   |                                   |                                   |  |  |
| Parti républicain du peuple Cumhuriyet Halk Fırkası Cumhuriyet Halk Partisi (1923 - 1981)                                     | Parti républicain du peuple Cumhuriyet Halk Fırkası Cumhuriyet Halk Partisi (1923 - 1981)        | Parti républicain du peuple Cumhuriyet Halk Fırkası Cumhuriyet Halk Partisi (1923 - 1981)        | Parti républicain du peuple Cumhuriyet Halk Fırkası Cumhuriyet Halk Partisi (1923 - 1981)        | Parti républicain du peuple Cumhuriyet Halk Fırkası Cumhuriyet Halk Partisi (1923 - 1981)        | Parti républicain du peuple Cumhuriyet Halk Fırkası Cumhuriyet Halk Partisi (1923 - 1981)        |  |  |                                                                                       |                                                               |                                                               |                                                               |                                                               |                                                               |        |        |        |        |  |  | Parti de la liberté Hürriyet Partisi (1955 - 1958) Fusionne avec le CHP | Parti de la liberté Hürriyet Partisi (1955 - 1958) Fusionne avec le CHP | Parti de la liberté Hürriyet Partisi (1955 - 1958) Fusionne avec le CHP | Parti de la liberté Hürriyet Partisi (1955 - 1958) Fusionne avec le CHP | Parti de la liberté Hürriyet Partisi (1955 - 1958) Fusionne avec le CHP | Parti de la liberté Hürriyet Partisi (1955 - 1958) Fusionne avec le CHP |                                                                               |                                                        | Parti de la justice Adalet Partisi (1961 - 1981) | Parti de la justice Adalet Partisi (1961 - 1981) | Parti de la justice Adalet Partisi (1961 - 1981)       | Parti de la justice Adalet Partisi (1961 - 1981)       | Parti de la justice Adalet Partisi (1961 - 1981)       | Parti de la justice Adalet Partisi (1961 - 1981)       |                                                        |                                                        | Parti de la nouvelle Turquie (1961) Yeni Türkiye Partisi (1961 - 1973) | Parti de la nouvelle Turquie (1961) Yeni Türkiye Partisi (1961 - 1973) | Parti de la nouvelle Turquie (1961) Yeni Türkiye Partisi (1961 - 1973) | Parti de la nouvelle Turquie (1961) Yeni Türkiye Partisi (1961 - 1973) | Parti de la nouvelle Turquie (1961) Yeni Türkiye Partisi (1961 - 1973) | Parti de la nouvelle Turquie (1961) Yeni Türkiye Partisi (1961 - 1973) |  |  | Parti de la nation Extrême-droite | Parti de la nation Extrême-droite | Parti de la nation Extrême-droite | Parti de la nation Extrême-droite | Parti de la nation Extrême-droite | Parti de la nation Extrême-droite |  |  |
| Parti républicain du peuple Cumhuriyet Halk Fırkası Cumhuriyet Halk Partisi (1923 - 1981)                                     | Parti républicain du peuple Cumhuriyet Halk Fırkası Cumhuriyet Halk Partisi (1923 - 1981)        | Parti républicain du peuple Cumhuriyet Halk Fırkası Cumhuriyet Halk Partisi (1923 - 1981)        | Parti républicain du peuple Cumhuriyet Halk Fırkası Cumhuriyet Halk Partisi (1923 - 1981)        | Parti républicain du peuple Cumhuriyet Halk Fırkası Cumhuriyet Halk Partisi (1923 - 1981)        | Parti républicain du peuple Cumhuriyet Halk Fırkası Cumhuriyet Halk Partisi (1923 - 1981)        |  |  |                                                                                       |                                                               |                                                               |                                                               |                                                               |                                                               |        |        |        |        |  |  | Parti de la liberté Hürriyet Partisi (1955 - 1958) Fusionne avec le CHP | Parti de la liberté Hürriyet Partisi (1955 - 1958) Fusionne avec le CHP | Parti de la liberté Hürriyet Partisi (1955 - 1958) Fusionne avec le CHP | Parti de la liberté Hürriyet Partisi (1955 - 1958) Fusionne avec le CHP | Parti de la liberté Hürriyet Partisi (1955 - 1958) Fusionne avec le CHP | Parti de la liberté Hürriyet Partisi (1955 - 1958) Fusionne avec le CHP |                                                                               |                                                        | Parti de la justice Adalet Partisi (1961 - 1981) | Parti de la justice Adalet Partisi (1961 - 1981) | Parti de la justice Adalet Partisi (1961 - 1981)       | Parti de la justice Adalet Partisi (1961 - 1981)       | Parti de la justice Adalet Partisi (1961 - 1981)       | Parti de la justice Adalet Partisi (1961 - 1981)       |                                                        |                                                        | Parti de la nouvelle Turquie (1961) Yeni Türkiye Partisi (1961 - 1973) | Parti de la nouvelle Turquie (1961) Yeni Türkiye Partisi (1961 - 1973) | Parti de la nouvelle Turquie (1961) Yeni Türkiye Partisi (1961 - 1973) | Parti de la nouvelle Turquie (1961) Yeni Türkiye Partisi (1961 - 1973) | Parti de la nouvelle Turquie (1961) Yeni Türkiye Partisi (1961 - 1973) | Parti de la nouvelle Turquie (1961) Yeni Türkiye Partisi (1961 - 1973) |  |  | Parti de la nation Extrême-droite | Parti de la nation Extrême-droite | Parti de la nation Extrême-droite | Parti de la nation Extrême-droite | Parti de la nation Extrême-droite | Parti de la nation Extrême-droite |  |  |
| |                                                                                                  |                                                                                                  |                                                                                                  |                                                                                                  |                                                                                                  |  |  |                                                                                       |                                                               |                                                               |                                                               |                                                               |                                                               |        |        |        |        |  |  |                                                                         |                                                                         |                                                                         |                                                                         |                                                                         |                                                                         |                                                                               |                                                        |                                                  |                                                  |                                                        |                                                        |                                                        |                                                        |                                                        |                                                        |                                                                        |                                                                        |                                                                        |                                                                        |                                                                        |                                                                        |  |  |                                   |                                   |                                   |                                   |                                   |                                   |  |  |
| |                                                                                                  |                                                                                                  |                                                                                                  |                                                                                                  |                                                                                                  |  |  |                                                                                       |                                                               |                                                               |                                                               |                                                               |                                                               |        |        |        |        |  |  |                                                                         |                                                                         |                                                                         |                                                                         |                                                                         |                                                                         |                                                                               |                                                        |                                                  |                                                  |                                                        |                                                        |                                                        |                                                        |                                                        |                                                        |                                                                        |                                                                        |                                                                        |                                                                        |                                                                        |                                                                        |  |  |                                   |                                   |                                   |                                   |                                   |                                   |  |  |
| |                                                                                                  |                                                                                                  |                                                                                                  |                                                                                                  |                                                                                                  |  |  |                                                                                       |                                                               |                                                               |                                                               |                                                               |                                                               |        |        |        |        |  |  |                                                                         |                                                                         |                                                                         |                                                                         |                                                                         |                                                                         |                                                                               |                                                        |                                                  |                                                  |                                                        |                                                        |                                                        |                                                        |                                                        |                                                        |                                                                        |                                                                        |                                                                        |                                                                        |                                                                        |                                                                        |  |  |                                   |                                   |                                   |                                   |                                   |                                   |  |  |
| |                                                                                                  |                                                                                                  |                                                                                                  |                                                                                                  |                                                                                                  |  |  |                                                                                       |                                                               |                                                               |                                                               |                                                               |                                                               |        |        |        |        |  |  |                                                                         |                                                                         |                                                                         |                                                                         |                                                                         |                                                                         |                                                                               |                                                        |                                                  |                                                  |                                                        |                                                        |                                                        |                                                        |                                                        |                                                        |                                                                        |                                                                        |                                                                        |                                                                        |                                                                        |                                                                        |  |  |                                   |                                   |                                   |                                   |                                   |                                   |  |  |
| |                                                                                                  |                                                                                                  |                                                                                                  |                                                                                                  |                                                                                                  |  |  |                                                                                       |                                                               |                                                               |                                                               |                                                               |                                                               |        |        |        |        |  |  |                                                                         |                                                                         |                                                                         |                                                                         |                                                                         |                                                                         |                                                                               |                                                        |                                                  |                                                  |                                                        |                                                        |                                                        |                                                        |                                                        |                                                        |                                                                        |                                                                        |                                                                        |                                                                        |                                                                        |                                                                        |  |  |                                   |                                   |                                   |                                   |                                   |                                   |  |  |
| |                                                                                                  |                                                                                                  |                                                                                                  |                                                                                                  |                                                                                                  |  |  |                                                                                       |                                                               |                                                               |                                                               |                                                               |                                                               |        |        |        |        |  |  |                                                                         |                                                                         |                                                                         |                                                                         |                                                                         |                                                                         |                                                                               |                                                        |                                                  |                                                  |                                                        |                                                        |                                                        |                                                        |                                                        |                                                        |                                                                        |                                                                        |                                                                        |                                                                        |                                                                        |                                                                        |  |  |                                   |                                   |                                   |                                   |                                   |                                   |  |  |
| Parti de la démocratie sociale Sosyal Demokrasi Partisi (1983 - 1985)                                                         | Parti de la démocratie sociale Sosyal Demokrasi Partisi (1983 - 1985)                            | Parti de la démocratie sociale Sosyal Demokrasi Partisi (1983 - 1985)                            | Parti de la démocratie sociale Sosyal Demokrasi Partisi (1983 - 1985)                            | Parti de la démocratie sociale Sosyal Demokrasi Partisi (1983 - 1985)                            | Parti de la démocratie sociale Sosyal Demokrasi Partisi (1983 - 1985)                            |  |  | Parti populiste Halkçı Parti (1983 - 1985)                                            | Parti populiste Halkçı Parti (1983 - 1985)                    | Parti populiste Halkçı Parti (1983 - 1985)                    | Parti populiste Halkçı Parti (1983 - 1985)                    | Parti populiste Halkçı Parti (1983 - 1985)                    | Parti populiste Halkçı Parti (1983 - 1985)                    |        |        |        |        |  |  |                                                                         |                                                                         | Parti de la juste voie Doğru Yol Partisi (1983 - 2007)                  | Parti de la juste voie Doğru Yol Partisi (1983 - 2007)                  | Parti de la juste voie Doğru Yol Partisi (1983 - 2007)                  | Parti de la juste voie Doğru Yol Partisi (1983 - 2007)                  | Parti de la juste voie Doğru Yol Partisi (1983 - 2007)                        | Parti de la juste voie Doğru Yol Partisi (1983 - 2007) |                                                  |                                                  | Parti de la mère patrie Anavatan Partisi (1983 - 2009) | Parti de la mère patrie Anavatan Partisi (1983 - 2009) | Parti de la mère patrie Anavatan Partisi (1983 - 2009) | Parti de la mère patrie Anavatan Partisi (1983 - 2009) | Parti de la mère patrie Anavatan Partisi (1983 - 2009) | Parti de la mère patrie Anavatan Partisi (1983 - 2009) |                                                                        |                                                                        |                                                                        |                                                                        |                                                                        |                                                                        |  |  |                                   |                                   |                                   |                                   |                                   |                                   |  |  |
| Parti de la démocratie sociale Sosyal Demokrasi Partisi (1983 - 1985)                                                         | Parti de la démocratie sociale Sosyal Demokrasi Partisi (1983 - 1985)                            | Parti de la démocratie sociale Sosyal Demokrasi Partisi (1983 - 1985)                            | Parti de la démocratie sociale Sosyal Demokrasi Partisi (1983 - 1985)                            | Parti de la démocratie sociale Sosyal Demokrasi Partisi (1983 - 1985)                            | Parti de la démocratie sociale Sosyal Demokrasi Partisi (1983 - 1985)                            |  |  | Parti populiste Halkçı Parti (1983 - 1985)                                            | Parti populiste Halkçı Parti (1983 - 1985)                    | Parti populiste Halkçı Parti (1983 - 1985)                    | Parti populiste Halkçı Parti (1983 - 1985)                    | Parti populiste Halkçı Parti (1983 - 1985)                    | Parti populiste Halkçı Parti (1983 - 1985)                    |        |        |        |        |  |  |                                                                         |                                                                         | Parti de la juste voie Doğru Yol Partisi (1983 - 2007)                  | Parti de la juste voie Doğru Yol Partisi (1983 - 2007)                  | Parti de la juste voie Doğru Yol Partisi (1983 - 2007)                  | Parti de la juste voie Doğru Yol Partisi (1983 - 2007)                  | Parti de la juste voie Doğru Yol Partisi (1983 - 2007)                        | Parti de la juste voie Doğru Yol Partisi (1983 - 2007) |                                                  |                                                  | Parti de la mère patrie Anavatan Partisi (1983 - 2009) | Parti de la mère patrie Anavatan Partisi (1983 - 2009) | Parti de la mère patrie Anavatan Partisi (1983 - 2009) | Parti de la mère patrie Anavatan Partisi (1983 - 2009) | Parti de la mère patrie Anavatan Partisi (1983 - 2009) | Parti de la mère patrie Anavatan Partisi (1983 - 2009) |                                                                        |                                                                        |                                                                        |                                                                        |                                                                        |                                                                        |  |  |                                   |                                   |                                   |                                   |                                   |                                   |  |  |
| |                                                                                                  |                                                                                                  |                                                                                                  |                                                                                                  |                                                                                                  |  |  |                                                                                       |                                                               |                                                               |                                                               |                                                               |                                                               |        |        |        |        |  |  |                                                                         |                                                                         |                                                                         |                                                                         |                                                                         |                                                                         |                                                                               |                                                        |                                                  |                                                  |                                                        |                                                        |                                                        |                                                        |                                                        |                                                        |                                                                        |                                                                        |                                                                        |                                                                        |                                                                        |                                                                        |  |  |                                   |                                   |                                   |                                   |                                   |                                   |  |  |
| |                                                                                                  |                                                                                                  |                                                                                                  |                                                                                                  |                                                                                                  |  |  |                                                                                       |                                                               |                                                               |                                                               |                                                               |                                                               |        |        |        |        |  |  |                                                                         |                                                                         |                                                                         |                                                                         |                                                                         |                                                                         |                                                                               |                                                        |                                                  |                                                  |                                                        |                                                        |                                                        |                                                        |                                                        |                                                        |                                                                        |                                                                        |                                                                        |                                                                        |                                                                        |                                                                        |  |  |                                   |                                   |                                   |                                   |                                   |                                   |  |  |
| |                                                                                                  |                                                                                                  |                                                                                                  |                                                                                                  |                                                                                                  |  |  |                                                                                       |                                                               |                                                               |                                                               |                                                               |                                                               |        |        |        |        |  |  |                                                                         |                                                                         |                                                                         |                                                                         |                                                                         |                                                                         |                                                                               |                                                        |                                                  |                                                  |                                                        |                                                        |                                                        |                                                        |                                                        |                                                        |                                                                        |                                                                        |                                                                        |                                                                        |                                                                        |                                                                        |  |  |                                   |                                   |                                   |                                   |                                   |                                   |  |  |
| Parti populiste social-démocrate Sosyaldemokrat Halkçı Parti (1983 - 1995) Fusionne avec le CHP.                              | Parti populiste social-démocrate Sosyaldemokrat Halkçı Parti (1983 - 1995) Fusionne avec le CHP. | Parti populiste social-démocrate Sosyaldemokrat Halkçı Parti (1983 - 1995) Fusionne avec le CHP. | Parti populiste social-démocrate Sosyaldemokrat Halkçı Parti (1983 - 1995) Fusionne avec le CHP. | Parti populiste social-démocrate Sosyaldemokrat Halkçı Parti (1983 - 1995) Fusionne avec le CHP. | Parti populiste social-démocrate Sosyaldemokrat Halkçı Parti (1983 - 1995) Fusionne avec le CHP. |  |  | Parti démocratique de la gauche Demokratik Sol Partisi (1985)                         | Parti démocratique de la gauche Demokratik Sol Partisi (1985) | Parti démocratique de la gauche Demokratik Sol Partisi (1985) | Parti démocratique de la gauche Demokratik Sol Partisi (1985) | Parti démocratique de la gauche Demokratik Sol Partisi (1985) | Parti démocratique de la gauche Demokratik Sol Partisi (1985) |        |        |        |        |  |  |                                                                         |                                                                         |                                                                         |                                                                         |                                                                         |                                                                         |                                                                               |                                                        |                                                  |                                                  |                                                        |                                                        |                                                        |                                                        |                                                        |                                                        |                                                                        |                                                                        |                                                                        |                                                                        |                                                                        |                                                                        |  |  |                                   |                                   |                                   |                                   |                                   |                                   |  |  |
| Parti populiste social-démocrate Sosyaldemokrat Halkçı Parti (1983 - 1995) Fusionne avec le CHP.                              | Parti populiste social-démocrate Sosyaldemokrat Halkçı Parti (1983 - 1995) Fusionne avec le CHP. | Parti populiste social-démocrate Sosyaldemokrat Halkçı Parti (1983 - 1995) Fusionne avec le CHP. | Parti populiste social-démocrate Sosyaldemokrat Halkçı Parti (1983 - 1995) Fusionne avec le CHP. | Parti populiste social-démocrate Sosyaldemokrat Halkçı Parti (1983 - 1995) Fusionne avec le CHP. | Parti populiste social-démocrate Sosyaldemokrat Halkçı Parti (1983 - 1995) Fusionne avec le CHP. |  |  | Parti démocratique de la gauche Demokratik Sol Partisi (1985)                         | Parti démocratique de la gauche Demokratik Sol Partisi (1985) | Parti démocratique de la gauche Demokratik Sol Partisi (1985) | Parti démocratique de la gauche Demokratik Sol Partisi (1985) | Parti démocratique de la gauche Demokratik Sol Partisi (1985) | Parti démocratique de la gauche Demokratik Sol Partisi (1985) |        |        |        |        |  |  |                                                                         |                                                                         |                                                                         |                                                                         |                                                                         |                                                                         |                                                                               |                                                        |                                                  |                                                  |                                                        |                                                        |                                                        |                                                        |                                                        |                                                        |                                                                        |                                                                        |                                                                        |                                                                        |                                                                        |                                                                        |  |  |                                   |                                   |                                   |                                   |                                   |                                   |  |  |
| |                                                                                                  |                                                                                                  |                                                                                                  |                                                                                                  |                                                                                                  |  |  | Parti de la nouvelle Turquie Yeni Türkiye Partisi (2002 - 2004) Fusionne avec le CHP. |                                                               |                                                               |                                                               |                                                               |                                                               |        |        |        |        |  |  |                                                                         |                                                                         |                                                                         |                                                                         |                                                                         |                                                                         |                                                                               |                                                        |                                                  |                                                  |                                                        |                                                        |                                                        |                                                        |                                                        |                                                        |                                                                        |                                                                        |                                                                        |                                                                        |                                                                        |                                                                        |  |  |                                   |                                   |                                   |                                   |                                   |                                   |  |  |
| |                                                                                                  |                                                                                                  |                                                                                                  |                                                                                                  |                                                                                                  |  |  |                                                                                       |                                                               |                                                               |                                                               |                                                               |                                                               |        |        |        |        |  |  |                                                                         |                                                                         |                                                                         |                                                                         |                                                                         |                                                                         |                                                                               |                                                        |                                                  |                                                  |                                                        |                                                        |                                                        |                                                        |                                                        |                                                        |                                                                        |                                                                        |                                                                        |                                                                        |                                                                        |                                                                        |  |  |                                   |                                   |                                   |                                   |                                   |                                   |  |  |
| Parti républicain du peuple Cumhuriyet Halk Partisi (1992)                                                                    | Parti républicain du peuple Cumhuriyet Halk Partisi (1992)                                       | Parti républicain du peuple Cumhuriyet Halk Partisi (1992)                                       | Parti républicain du peuple Cumhuriyet Halk Partisi (1992)                                       | Parti républicain du peuple Cumhuriyet Halk Partisi (1992)                                       | Parti républicain du peuple Cumhuriyet Halk Partisi (1992)                                       |  |  |                                                                                       |                                                               |                                                               |                                                               | {{{}}}                                                        | {{{}}}                                                        | {{{}}} | {{{}}} | {{{}}} | {{{}}} |  |  |                                                                         |                                                                         |                                                                         |                                                                         |                                                                         |                                                                         |                                                                               |                                                        |                                                  |                                                  |                                                        |                                                        |                                                        |                                                        |                                                        |                                                        |                                                                        |                                                                        |                                                                        |                                                                        |                                                                        |                                                                        |  |  |                                   |                                   |                                   |                                   |                                   |                                   |  |  |
| Parti républicain du peuple Cumhuriyet Halk Partisi (1992)                                                                    | Parti républicain du peuple Cumhuriyet Halk Partisi (1992)                                       | Parti républicain du peuple Cumhuriyet Halk Partisi (1992)                                       | Parti républicain du peuple Cumhuriyet Halk Partisi (1992)                                       | Parti républicain du peuple Cumhuriyet Halk Partisi (1992)                                       | Parti républicain du peuple Cumhuriyet Halk Partisi (1992)                                       |  |  |                                                                                       |                                                               |                                                               |                                                               | {{{}}}                                                        | {{{}}}                                                        | {{{}}} | {{{}}} | {{{}}} | {{{}}} |  |  |                                                                         |                                                                         |                                                                         |                                                                         |                                                                         |                                                                         |                                                                               |                                                        |                                                  |                                                  |                                                        |                                                        |                                                        |                                                        |                                                        |                                                        |                                                                        |                                                                        |                                                                        |                                                                        |                                                                        |                                                                        |  |  |                                   |                                   |                                   |                                   |                                   |                                   |  |  |

### Formations islamistes
| Parti de l'ordre national Millî Nizâm Partisi (1970 - 1971) |                                            |                                            |                                            |                                            |                                            |  |  |  |  |  |  |  |  |  |  |  |  |  |  |                                                                           |                                                                           |                                                                           |                                                                           |                                                                           |                                                                           |  |  |  |  |                                                                                   |                                                                                   |                                                                                   |                                                                                   |                                                                                   |                                                                                   |
|                                                             |                                            |                                            |                                            |                                            |                                            |  |  |  |  |  |  |  |  |  |  |  |  |  |  |                                                                           |                                                                           |                                                                           |                                                                           |                                                                           |                                                                           |  |  |  |  |                                                                                   |                                                                                   |                                                                                   |                                                                                   |                                                                                   |                                                                                   |
| Parti du salut national Millî Selamet Partisi (1972 - 1981) |                                            |                                            |                                            |                                            |                                            |  |  |  |  |  |  |  |  |  |  |  |  |  |  |                                                                           |                                                                           |                                                                           |                                                                           |                                                                           |                                                                           |  |  |  |  |                                                                                   |                                                                                   |                                                                                   |                                                                                   |                                                                                   |                                                                                   |
|                                                             |                                            |                                            |                                            |                                            |                                            |  |  |  |  |  |  |  |  |  |  |  |  |  |  |                                                                           |                                                                           |                                                                           |                                                                           |                                                                           |                                                                           |  |  |  |  |                                                                                   |                                                                                   |                                                                                   |                                                                                   |                                                                                   |                                                                                   |
| Parti du bien-être Refah Partisi (1983 - 1998)              |                                            |                                            |                                            |                                            |                                            |  |  |  |  |  |  |  |  |  |  |  |  |  |  |                                                                           |                                                                           |                                                                           |                                                                           |                                                                           |                                                                           |  |  |  |  |                                                                                   |                                                                                   |                                                                                   |                                                                                   |                                                                                   |                                                                                   |
|                                                             |                                            |                                            |                                            |                                            |                                            |  |  |  |  |  |  |  |  |  |  |  |  |  |  |                                                                           |                                                                           |                                                                           |                                                                           |                                                                           |                                                                           |  |  |  |  |                                                                                   |                                                                                   |                                                                                   |                                                                                   |                                                                                   |                                                                                   |
| Parti de la vertu Fazilet Partisi (1998 - 2001)             |                                            |                                            |                                            |                                            |                                            |  |  |  |  |  |  |  |  |  |  |  |  |  |  |                                                                           |                                                                           |                                                                           |                                                                           |                                                                           |                                                                           |  |  |  |  |                                                                                   |                                                                                   |                                                                                   |                                                                                   |                                                                                   |                                                                                   |
|                                                             |                                            |                                            |                                            |                                            |                                            |  |  |  |  |  |  |  |  |  |  |  |  |  |  |                                                                           |                                                                           |                                                                           |                                                                           |                                                                           |                                                                           |  |  |  |  |                                                                                   |                                                                                   |                                                                                   |                                                                                   |                                                                                   |                                                                                   |
|                                                             |                                            |                                            |                                            |                                            |                                            |  |  |  |  |  |  |  |  |  |  |  |  |  |  |                                                                           |                                                                           |                                                                           |                                                                           |                                                                           |                                                                           |  |  |  |  |                                                                                   |                                                                                   |                                                                                   |                                                                                   |                                                                                   |                                                                                   |
| Parti de la félicité Saadet Partisi (2001)                  | Parti de la félicité Saadet Partisi (2001) | Parti de la félicité Saadet Partisi (2001) | Parti de la félicité Saadet Partisi (2001) | Parti de la félicité Saadet Partisi (2001) | Parti de la félicité Saadet Partisi (2001) |  |  |  |  |  |  |  |  |  |  |  |  |  |  | Parti de la justice et du développement Adalet ve Kalkınma Partisi (2001) | Parti de la justice et du développement Adalet ve Kalkınma Partisi (2001) | Parti de la justice et du développement Adalet ve Kalkınma Partisi (2001) | Parti de la justice et du développement Adalet ve Kalkınma Partisi (2001) | Parti de la justice et du développement Adalet ve Kalkınma Partisi (2001) | Parti de la justice et du développement Adalet ve Kalkınma Partisi (2001) |  |  |  |  | Parti de la voix du peuple Halkın Sesi Partisi (2010-2012) A fusionné avec l'AKP. | Parti de la voix du peuple Halkın Sesi Partisi (2010-2012) A fusionné avec l'AKP. | Parti de la voix du peuple Halkın Sesi Partisi (2010-2012) A fusionné avec l'AKP. | Parti de la voix du peuple Halkın Sesi Partisi (2010-2012) A fusionné avec l'AKP. | Parti de la voix du peuple Halkın Sesi Partisi (2010-2012) A fusionné avec l'AKP. | Parti de la voix du peuple Halkın Sesi Partisi (2010-2012) A fusionné avec l'AKP. |
| Parti de la félicité Saadet Partisi (2001)                  | Parti de la félicité Saadet Partisi (2001) | Parti de la félicité Saadet Partisi (2001) | Parti de la félicité Saadet Partisi (2001) | Parti de la félicité Saadet Partisi (2001) | Parti de la félicité Saadet Partisi (2001) |  |  |  |  |  |  |  |  |  |  |  |  |  |  | Parti de la justice et du développement Adalet ve Kalkınma Partisi (2001) | Parti de la justice et du développement Adalet ve Kalkınma Partisi (2001) | Parti de la justice et du développement Adalet ve Kalkınma Partisi (2001) | Parti de la justice et du développement Adalet ve Kalkınma Partisi (2001) | Parti de la justice et du développement Adalet ve Kalkınma Partisi (2001) | Parti de la justice et du développement Adalet ve Kalkınma Partisi (2001) |  |  |  |  | Parti de la voix du peuple Halkın Sesi Partisi (2010-2012) A fusionné avec l'AKP. | Parti de la voix du peuple Halkın Sesi Partisi (2010-2012) A fusionné avec l'AKP. | Parti de la voix du peuple Halkın Sesi Partisi (2010-2012) A fusionné avec l'AKP. | Parti de la voix du peuple Halkın Sesi Partisi (2010-2012) A fusionné avec l'AKP. | Parti de la voix du peuple Halkın Sesi Partisi (2010-2012) A fusionné avec l'AKP. | Parti de la voix du peuple Halkın Sesi Partisi (2010-2012) A fusionné avec l'AKP. |
|                                                             |                                            |                                            |                                            |                                            |                                            |  |  |  |  |  |  |  |  |  |  |  |  |  |  |                                                                           |                                                                           |                                                                           |                                                                           |                                                                           |                                                                           |  |  |  |  |                                                                                   |                                                                                   |                                                                                   |                                                                                   |                                                                                   |                                                                                   |
|                                                             |                                            |                                            |                                            |                                            |                                            |  |  |  |  |  |  |  |  |  |  |  |  |  |  | Parti de la Turquie Türkiye Partisi (2009-2012)                           |                                                                           |                                                                           |                                                                           |                                                                           |                                                                           |  |  |  |  |                                                                                   |                                                                                   |                                                                                   |                                                                                   |                                                                                   |                                                                                   |